# 50丁目 (マンハッタン)

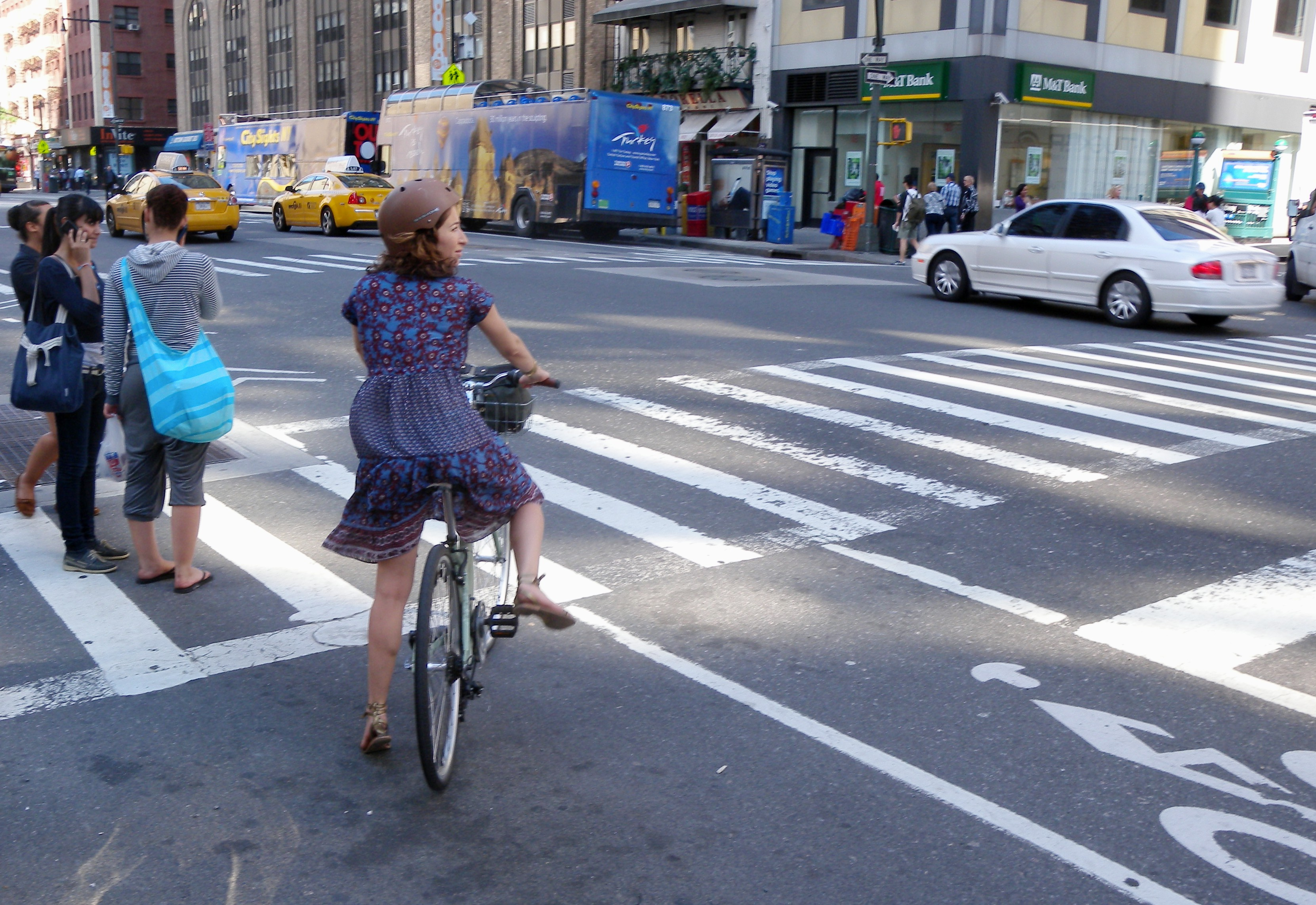
8番街との角

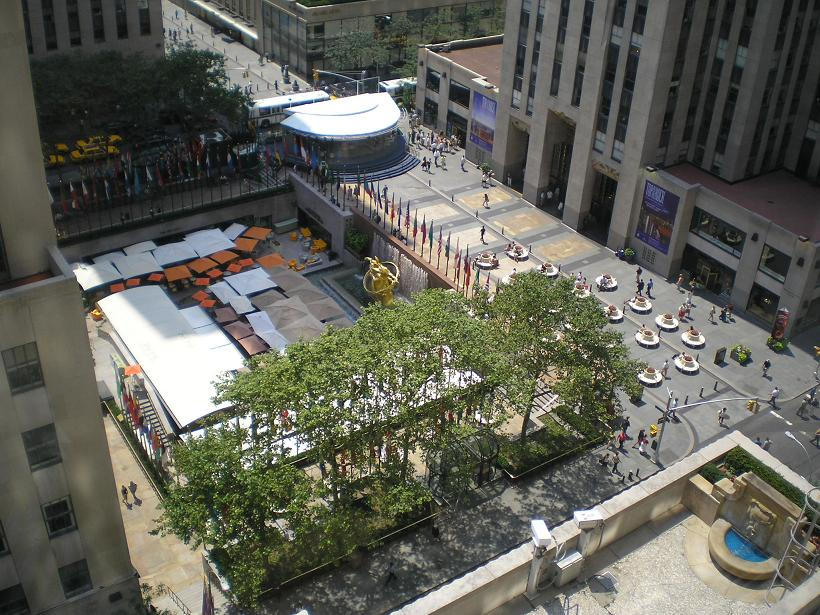
ロックフェラー・センターの中心、ロックフェラー・プラザを鳥の目で見下ろす

50丁目 (50th Street) は、ニューヨーク市マンハッタンを東西に走る通り（クロスタウン）である。12番街から東向きに、島の全体を横断し、ビークマン・プレイス (en) で終わる。この通りには、M50バスが走っており、49丁目へと戻る。以下には、通りにある地下鉄駅を西から東へ並べた。
- 50丁目駅 - 8番街（A C E）
- 50丁目駅 - ブロードウェイ（1 2）
- 47丁目-50丁目-ロックフェラー・センター駅 - 6番街（B D F <F> M）

## 名所
ウォルドルフ＝アストリア、ヴィラード・ハウス (en)、セント・パトリック大聖堂、ロックフェラー・プラザ、ラジオシティ・ミュージックホール、ワールドワイド・プラザなどの名所がある。ブロードウェイのパラマウント・プラザ (en) は、「Engulf and Devour」カンパニーの場所として『メル・ブルックスのサイレント・ムービー』で使用された。
ヘルズ・キッチンの435 西50丁目にある電話交換機ビルは、ミッドタウン・マンハッタンの北西部を担当している。
ロックフェラー・センターを通る一部区間は、NBCのテレビ番組『トゥデイ』のため、朝は閉鎖される。
2008年3月15日に起きた東51丁目でのクレーンの崩落では、4人の作業員が死亡し、50丁目にある小さなアパートメントも破壊して、住人1人が死亡した。17人が負傷した。
104 パーク・ウェスト・エデュケーショナル・キャンパスは、11番街と12番街の間の50丁目に位置している。現在、キャンパス内には、フェイシング・ヒストリー・ハイスクール、マンハッタン・ブリッジズ・ハイスクール、ファイナンス・ハイスクール、ハイスクール・オブ・ホスピタリティ・マネージメント、アーバン・アセンブリー・スクール・フォー・デザイン・アンド・コンストラクションの5つの高校がある。